# Dănila
Dănila – wieś w Rumunii, w okręgu Suczawa, w gminie Dărmănești. W 2011 roku liczyła 734 mieszkańców.